# Lauren Boyle
Pour les articles homonymes, voir Boyle.
Lauren Marie Boyle, née le 14 décembre 1987 à Auckland, est une nageuse néo-zélandaise spécialisée en nage libre.

## Biographie
Elle remporte une médaille de bronze aux Jeux du Commonwealth de 2006 en 4 × 200m nage libre avec Helen Norfolk, Alison Fitch et Melissa Ingram. Lors des Jeux olympiques d'été de 2008, elle fait partie du relais 4 × 200 mètres disqualifié en séries. En 2010, elle remporte une médaille d'argent dans la même épreuve avec Penelope Marshall, Amaka Gessler et Natasha Hind. En 2012, elle participe à ses deuxièmes Jeux olympiques à Londres où elle se classe quatrième et huitième respectivement du 800 m et du 400 m nage libre puis aux Championnats du monde en petit bassin, remportant à l'occasion le titre sur le 800 mètres nage libre et la médaille de bronze sur le 400 mètres nage libre.
Lors des Championnats du monde en grand bassin 2013, elle décroche trois médailles de bronze, devenant avec Danyon Loader triple médaillée en 1994 la nageuse de son pays la plus récompensée au niveau mondial.
Boyle est diplômée de l'Université de Berkeley en Californie.

## Palmarès

### Championnats du monde

#### En grand bassin
- Championnats du monde 2013 à Barcelone (Espagne) :
  -  Médaille de bronze du 400 m nage libre.
  -  Médaille de bronze du 800 m nage libre.
  -  Médaille de bronze du 1 500 m nage libre.

- Championnats du monde 2015 à Kazan ( Russie) :
  -  Médaille d'argent du 800 m nage libre.
  -  Médaille d'argent du 1 500 m nage libre.

#### En petit bassin
- Championnats du monde en petit bassin 2012 à Istanbul (Turquie) :
  -  Médaille d'or du 800 m nage libre.
  -  Médaille de bronze du 400 m nage libre.

### Jeux du Commonwealth
- -  Médaille d'or du 400 m nage libre aux Jeux du Commonwealth de 2014 à Glasgow (Écosse).
  -  Médaille d'argent du relais 4 × 200 mètres aux Jeux du Commonwealth de 2010 à Delhi (Inde)
  -  Médaille d'argent du 800 m nage libre aux Jeux du Commonwealth de 2014.
  -  Médaille de bronze du relais 4 × 200 mètres aux Jeux du Commonwealth de 2006 à Melbourne (Australie)